# Řícmanice
Řícmanice település Csehországban, a Brno-vidéki járásban. Řícmanice Babice nad Svitavou, Bílovice nad Svitavou és Kanice településekkel határos. Lakosainak száma 835 fő (2024. január 1.).

## Népesség
A település lakosságának változását az alábbi diagram mutatja:
| Lakosok száma | 390  | 431  | 569  | 735  | 600  | 572  | 800  | 820  | 816  | 835  |
|               | 1869 | 1890 | 1921 | 1950 | 1980 | 2001 | 2017 | 2019 | 2022 | 2024 |